# Mantellinae
Mantellinae Laurent, 1946 è una sottofamiglia di anfibi dell'ordine degli Anuri.

## Distribuzione
Le specie di questa sottofamiglia sono endemiche del Madagascar.

## Tassonomia
La sottofamiglia comprende 147 specie raggruppate in 9 generi:
- Blommersia Dubois, 1992 (12 specie)
- Boehmantis Glaw and Vences, 2006 (1 sp.)
- Gephyromantis Methuen, 1920 (47 spp.)
- Guibemantis Dubois, 1992 (18 spp.)
- Mantella Boulenger, 1882 (16 spp.)
- Mantidactylus Boulenger, 1895 (37 spp.)
- Spinomantis Dubois, 1992 (14 spp.)
- Tsingymantis Glaw, Hoegg, and Vences, 2006 (1 sp.)
- Wakea Glaw and Vences, 2006 (1 sp.)